# エッシャーウイス

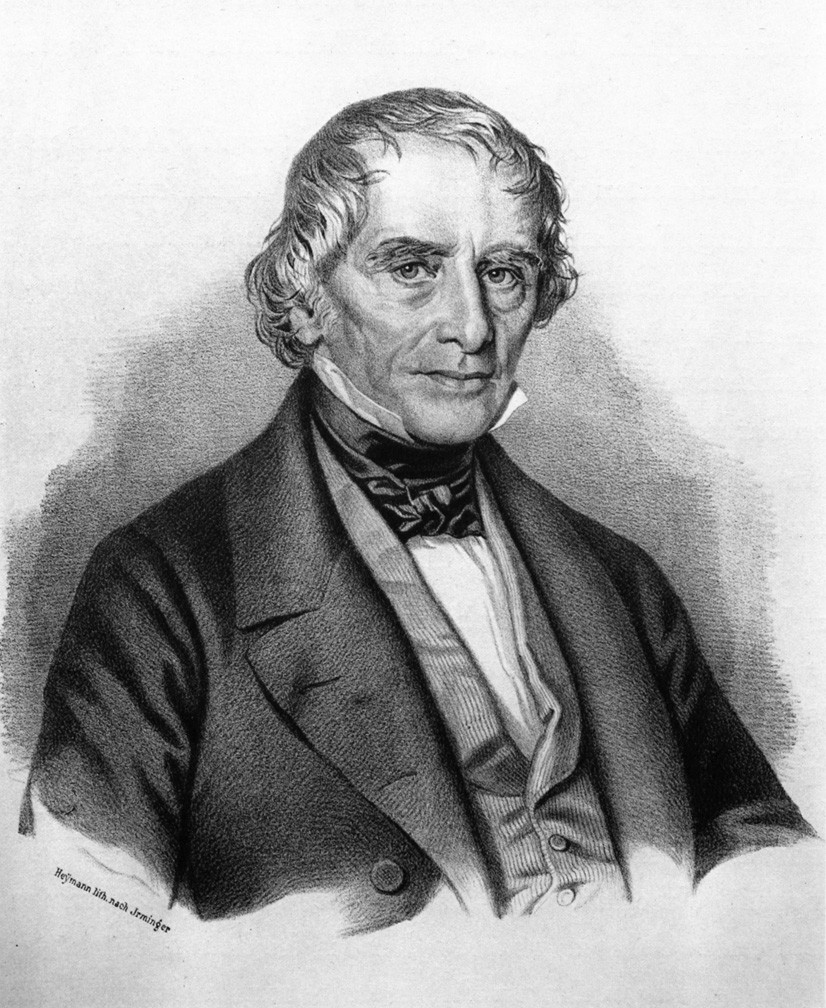
創業者の一人、エッシャー

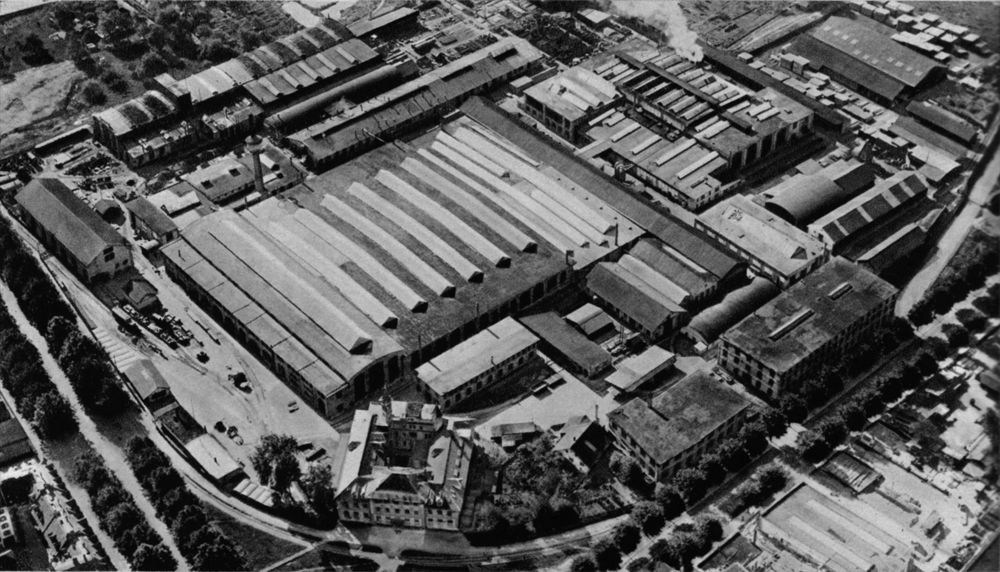
チューリッヒの工場（1930年）

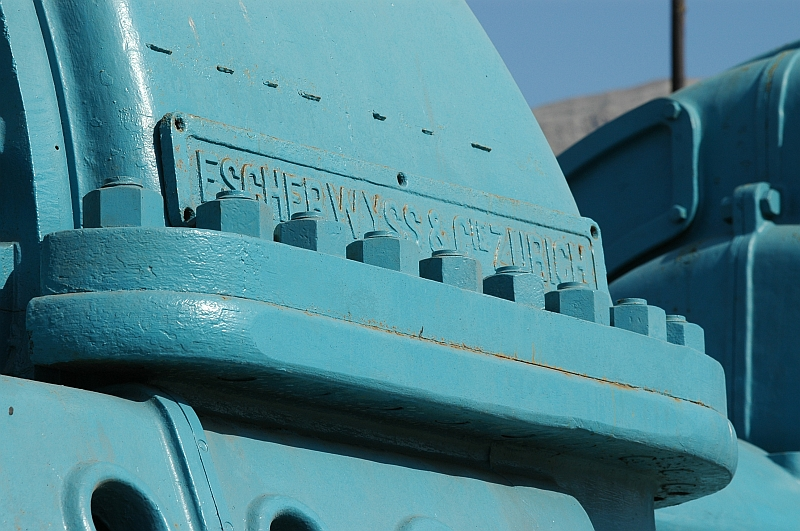
エッシャーウイスの製品

エッシャーウイス (Escher Wyss) は、スイスの機械メーカー。1805年に設立され、造船や産業機械の製造を手がける。1969年にスルザー社に合併された。
「Wyss」は、ドイツ語では「ヴァイス」と発音するが、スイスドイツ語では「ウィース」と発音する。故に「エッシャーヴァイス」や「エッシャーヴィス」という表記は正確ではない。

## 歴史
エッシャーウイス社は1805年、スイスの都市・チューリッヒにおいて、エッシャー (Hans Caspar Escher) とウイス (Salomon von Wyss) によって設立された。スイスでは産業革命によって繊維工業が盛んに行われており、エッシャーウイスも当初は紡績業や紡績機械の製造を手がけていた。1860年になると紡績工場を閉鎖し、以後は造船や蒸気機関、水車などといった産業機械の製造に専念。1969年、エッシャーウイス社は同じくスイスの機械メーカーであるスルザー社へ合併した。

## 主な事業
造船および船舶用蒸気機関の製造
都市の多くが川や湖に面しているスイスでは、中世以来舟運が盛んに行われている。エッシャーウイスは造船のほか、そのエンジンとなる蒸気機関の製造を手がけていく中で技術力を向上させていった。こうしたエッシャーウイスの技術は川崎重工業や三菱重工業にもライセンス提供され、日本の造船技術にも影響を与えている。
水車の製造
蒸気機関の燃料となる石炭資源に乏しいスイスでは、産業機械の動力源を水力に頼った。そうした原動機としての水車を製造する中で培われた技術は、水力発電の実用化に伴い、発電用水車の製造に発展した。電機メーカーのブラウン・ボベリ（現・アセア・ブラウン・ボベリ）社へもエッシャーウイスから多くの人材が渡っている。